# Gratens
Gratens [ɡʁatɛ̃s] est une commune française située dans le centre du département de la Haute-Garonne, en région Occitanie. Sur le plan historique et culturel, la commune est dans le pays de Comminges, correspondant à l’ancien comté de Comminges, circonscription de la province de Gascogne située sur les départements actuels du Gers, de la Haute-Garonne, des Hautes-Pyrénées et de l'Ariège.
Exposée à un climat océanique altéré, elle est drainée par la Louge, le canal de Saint-Martory, un bras de la Louge, le Peyre, le ruisseau de Peyrane, le ruisseau des Feuillants et par divers autres petits cours d'eau. La commune possède un patrimoine naturel remarquable composé d'une zone naturelle d'intérêt écologique, faunistique et floristique.
Gratens est une commune rurale qui compte 763 habitants en 2022, après avoir connu une forte hausse de la population depuis 1975. Elle fait partie de l'aire d'attraction de Toulouse. Ses habitants sont appelés les Gratenois ou  Gratenoises.
Le patrimoine architectural de la commune comprend deux  immeubles protégés au titre des monuments historiques : l'église Saint-Michel, inscrite en 1926, et une croix, inscrite en 1953.

## Géographie

### Localisation
La commune de Gratens se trouve dans le département de la Haute-Garonne, en région Occitanie.
Sur le plan historique et culturel, Gratens fait partie du pays de Comminges, correspondant à l’ancien comté de Comminges, circonscription de la province de Gascogne située sur les départements actuels du Gers, de la Haute-Garonne, des Hautes-Pyrénées et de l'Ariège.
Elle se situe à 41 km à vol d'oiseau de Toulouse, préfecture du département, à 23 km de Muret, sous-préfecture, et à 13 km de Cazères, bureau centralisateur du canton de Cazères dont dépend la commune depuis 2015 pour les élections départementales.
La commune fait en outre partie du bassin de vie de Carbonne.
Les communes les plus proches sont : 
Marignac-Lasclares (2,2 km), Labastide-Clermont (3,0 km), Bois-de-la-Pierre (3,9 km), Lafitte-Vigordane (4,7 km), Peyssies (5,1 km), Saint-Élix-le-Château (5,1 km), Savères (5,5 km), Le Fousseret (5,9 km).
| Pouy-de-Touges | Labastide-Clermont | Bois-de-la-Pierre |
| Le Fousseret   | Gratens            | Peyssies          |
|                | Marignac-Lasclares | Lafitte-Vigordane |

### Hydrographie

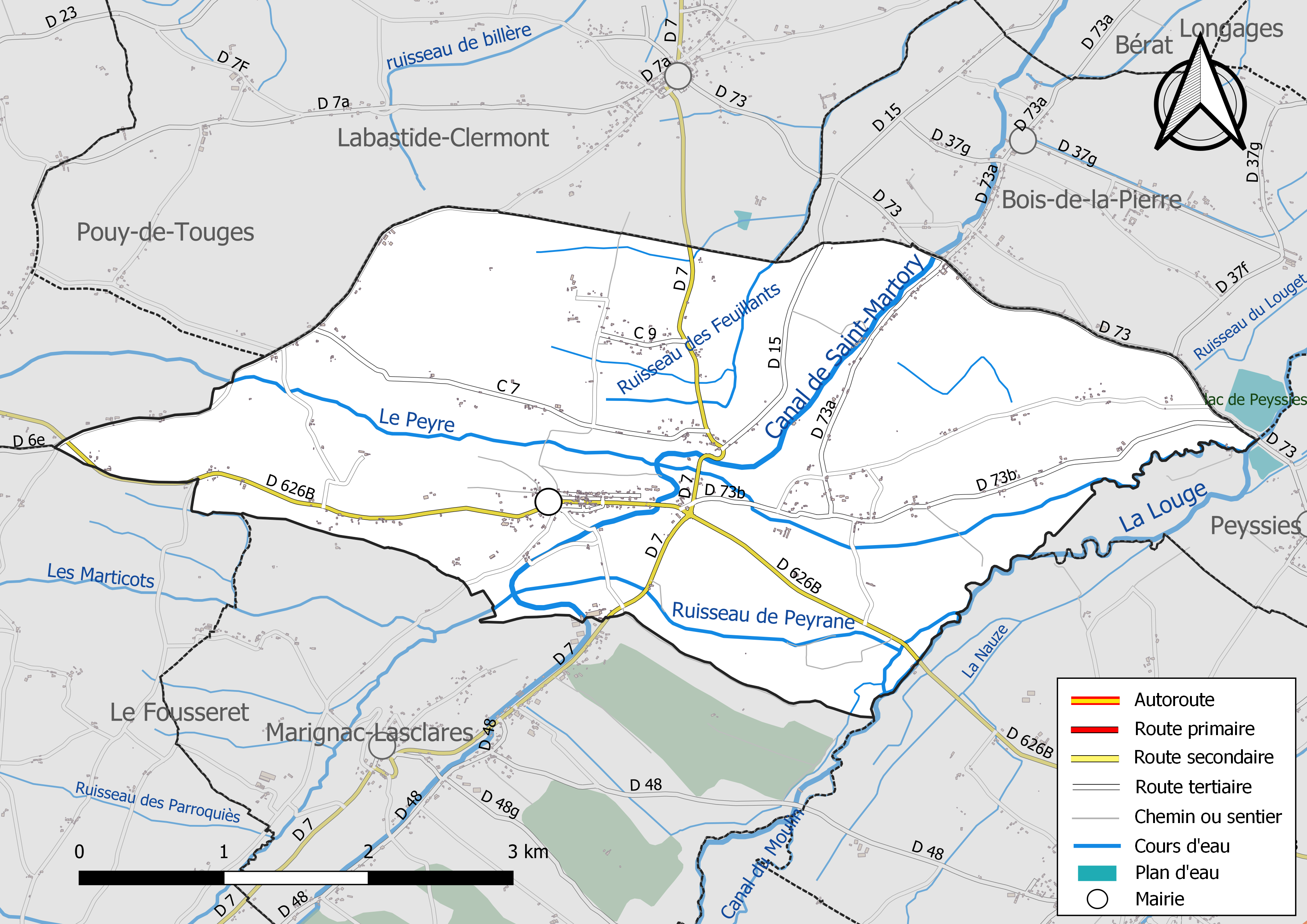
Réseaux hydrographique et routier de Gratens.

La commune est dans le bassin de la Garonne, au sein du bassin hydrographique Adour-Garonne. Elle est drainée par la Louge, le canal de Saint-Martory, le Peyre, le ruisseau de Peyrane, le ruisseau des Feuillants et par divers petits cours d'eau, constituant un réseau hydrographique de 23 km de longueur totale,.
La Louge, d'une longueur totale de 100 km, prend sa source dans la commune de Villeneuve-Lécussan et s'écoule du sud-ouest vers le nord-est. Elle traverse la commune et se jette dans la Garonne à Muret, après avoir traversé 34 communes.
Le canal de Saint-Martory, d'une longueur totale de 71,2 km, prend sa source dans la commune de Saint-Martory et s'écoule du sud-ouest vers le nord-est. Il traverse la commune et se jette dans la Garonne à Toulouse, après avoir traversé 19 communes.
Le Peyre, d'une longueur totale de 10,4 km, prend sa source dans la commune de Pouy-de-Touges et s'écoule d'ouest en est. Il traverse la commune et se jette dans la Louge à Peyssies, après avoir traversé 3 communes.
Le ruisseau de Peyrane, d'une longueur totale de 10,9 km, prend sa source dans la commune de Castelnau-Picampeau et s'écoule d'ouest en est. Il traverse la commune et se jette dans la Louge sur la commune, après avoir traversé 4 communes.

### Climat
Pour des articles plus généraux, voir Climat de l'Occitanie et Climat de la Haute-Garonne.
En 2010, le climat de la commune est de type climat du Bassin du Sud-Ouest, selon une étude s'appuyant sur une série de données couvrant la période 1971-2000. En 2020, Météo-France publie une typologie des climats de la France métropolitaine dans laquelle la commune est exposée à un climat océanique altéré et est dans la région climatique Aquitaine, Gascogne, caractérisée par une pluviométrie abondante au printemps, modérée en automne, un faible ensoleillement au printemps, un été chaud (19,5 °C), des vents faibles, des brouillards fréquents en automne et en hiver et des orages fréquents en été (15 à 20 jours).
Pour la période 1971-2000, la température annuelle moyenne est de 12,7 °C, avec une amplitude thermique annuelle de 15,3 °C. Le cumul annuel moyen de précipitations est de 803 mm, avec 9,1 jours de précipitations en janvier et 5,9 jours en juillet. Pour la période 1991-2020, la température moyenne annuelle observée sur la station météorologique la plus proche, située sur la commune de Palaminy à 14 km à vol d'oiseau, est de 13,2 °C et le cumul annuel moyen de précipitations est de 715,2 mm,. Pour l'avenir, les paramètres climatiques de la commune estimés pour 2050 selon différents scénarios d'émission de gaz à effet de serre sont consultables sur un site dédié publié par Météo-France en novembre 2022.

### Milieux naturels et biodiversité

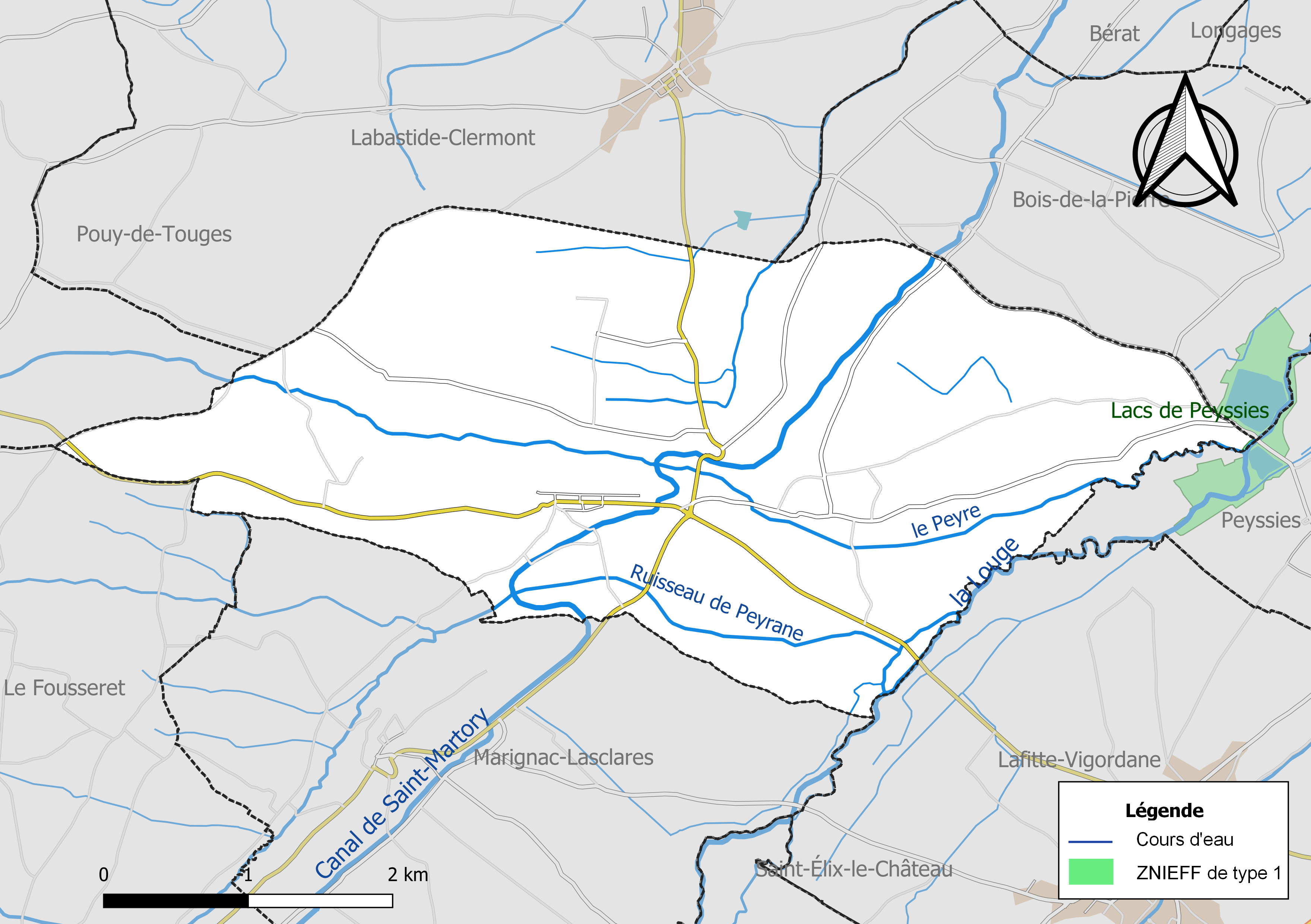
Carte de la ZNIEFF de type 1 localisée sur la commune.

L’inventaire des zones naturelles d'intérêt écologique, faunistique et floristique (ZNIEFF) a pour objectif de réaliser une couverture des zones les plus intéressantes sur le plan écologique, essentiellement dans la perspective d’améliorer la connaissance du patrimoine naturel national et de fournir aux différents décideurs un outil d’aide à la prise en compte de l’environnement dans l’aménagement du territoire.
Une ZNIEFF de type 1 est recensée sur la commune :
les « Lacs de Peyssies » (58 ha), couvrant 3 communes du département.

## Urbanisme

### Typologie
Au 1er janvier 2024, Gratens est catégorisée commune rurale à habitat dispersé, selon la nouvelle grille communale de densité à sept niveaux définie par l'Insee en 2022.
Elle est située hors unité urbaine. Par ailleurs la commune fait partie de l'aire d'attraction de Toulouse, dont elle est une commune de la couronne,. Cette aire, qui regroupe 527 communes, est catégorisée dans les aires de 700 000 habitants ou plus (hors Paris),.

### Occupation des sols
L'occupation des sols de la commune, telle qu'elle ressort de la base de données européenne d’occupation biophysique des sols Corine Land Cover (CLC), est marquée par l'importance des territoires agricoles (87,1 % en 2018), en diminution par rapport à 1990 (90,5 %). La répartition détaillée en 2018 est la suivante : 
terres arables (31 %), zones agricoles hétérogènes (29,3 %), prairies (26,8 %), forêts (9,3 %), zones urbanisées (3,4 %), eaux continentales (0,1 %). L'évolution de l’occupation des sols de la commune et de ses infrastructures peut être observée sur les différentes représentations cartographiques du territoire : la carte de Cassini (XVIIIe siècle), la carte d'état-major (1820-1866) et les cartes ou photos aériennes de l'IGN pour la période actuelle (1950 à aujourd'hui).

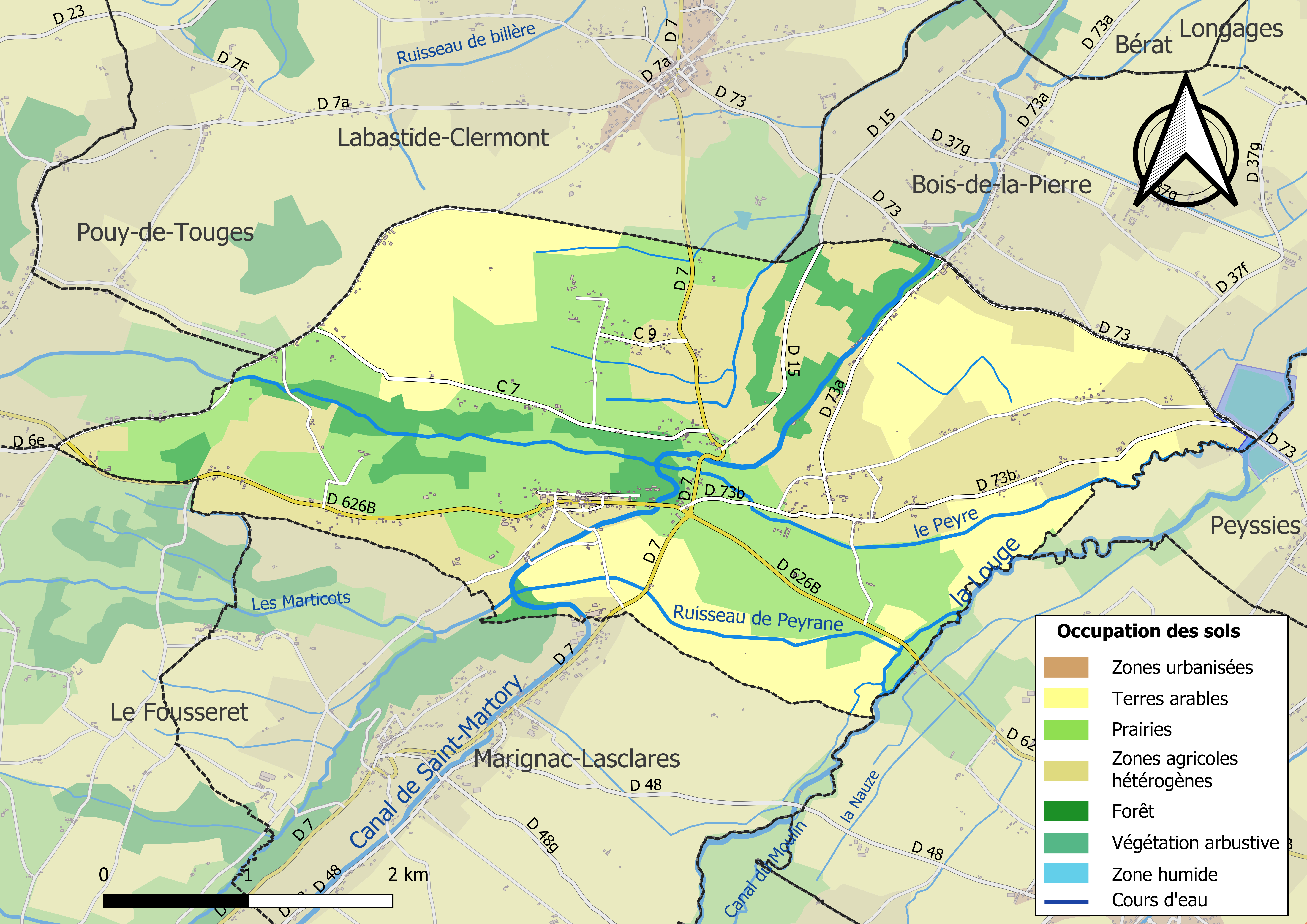
Carte des infrastructures et de l'occupation des sols de la commune en 2018 (CLC).

### Morphologie urbaine
La commune comprend un habitat dispersé.

### Logement
L'urbanisation croissante s'explique par la périurbanisation due à la proximité de Toulouse, Gratens faisant partie de son aire urbaine.

### Voies de communication et transports
- Par la route : route nationale 117 ou A64 (sortie nos 26) et route nationale 626 déclassée en RD 626.
- Par le train : en gare de Carbonne par TER Midi-Pyrénées sur la ligne Toulouse - Bayonne.

La ligne 323 du réseau Arc-en-Ciel relie la commune à la gare de Carbonne, en correspondance avec des TER Occitanie en direction de Toulouse-Matabiau, et la ligne 361 relie la commune à la gare routière de Toulouse depuis Le Fousseret.

### Risques naturels et technologiques
Gratens est située sur une zone à risque d'inondation limité en bordure de la Louge et de son affluent le Peyre crue, ainsi qu'aux mouvements de terrain, affaissements et effondrements.
La commune est également concernée par un risque de séisme de 2/5 (faible).

## Histoire
À partir du Moyen Âge, jusqu'à sa disparition en 1790, pendant la Révolution française, Gratens faisait partie du diocèse de Rieux.

## Politique et administration

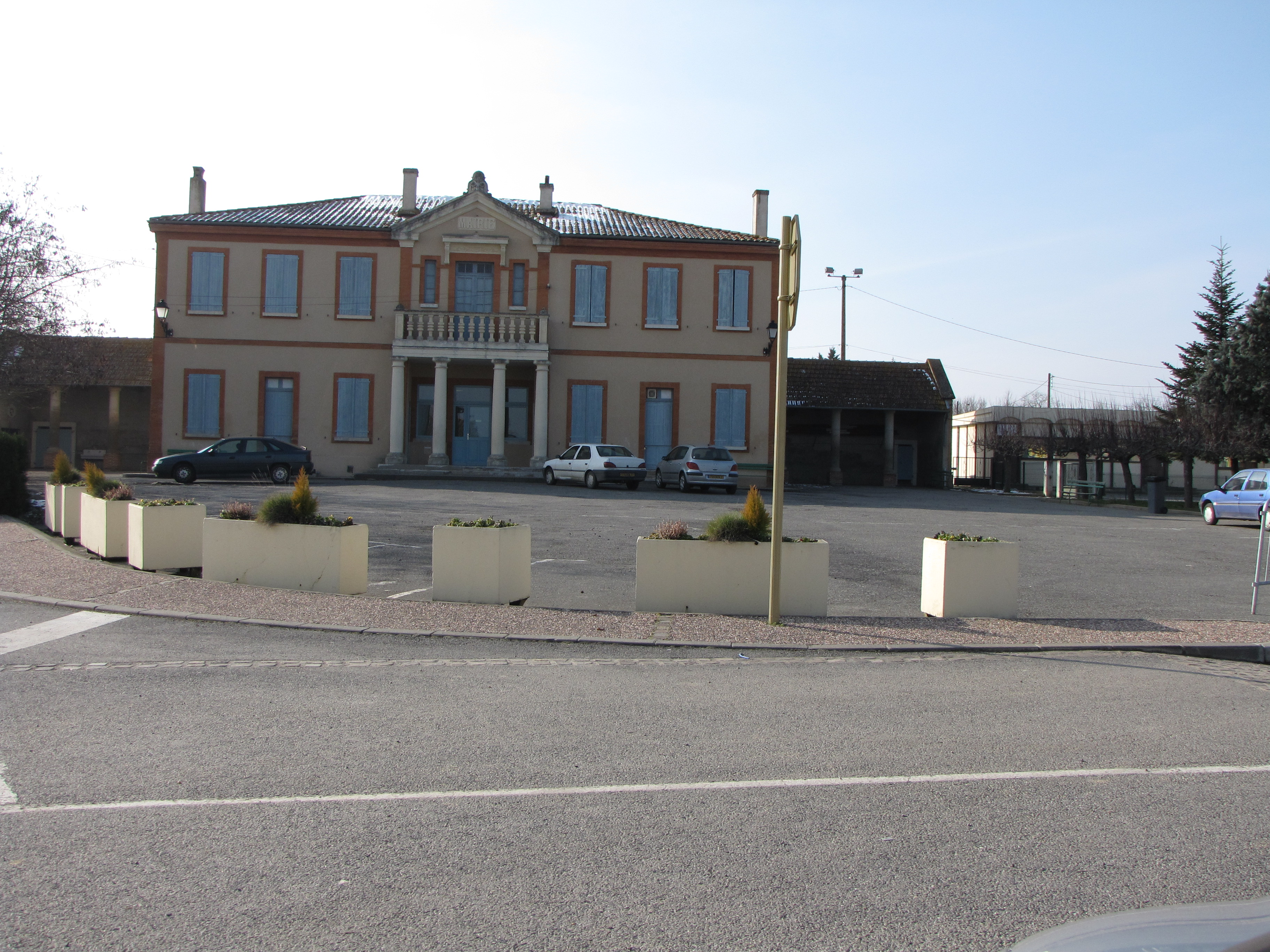
Mairie de Gratens.

### Administration municipale
Le nombre d'habitants au recensement de 2017 étant compris entre 500 et 1 499 habitants, le nombre de membres du conseil municipal pour l'élection de 2020 est de quinze,.

### Rattachements administratifs et électoraux
Commune faisant partie de la huitième circonscription de la Haute-Garonne de la communauté de communes Cœur de Garonne et du canton de Cazères (avant le redécoupage départemental de 2014, Gratens faisait partie de l'ex-canton du Fousseret) et avant le 1er janvier 2017 elle faisait aussi partie de la communauté de communes de la Louge et du Touch.

### Liste des maires
| Période                                  | Période  | Identité     | Étiquette | Qualité |
| ---------------------------------------- | -------- | ------------ | --------- | ------- |
| Les données manquantes sont à compléter. |          |              |           |         |
| mars 2001                                | 2020     | Alain Dedieu | DVG       | Cadre   |
| 2020                                     | En cours | Alain Dutrey |           | Cadre   |

## Démographie
| 1793 | 1800 | 1806 | 1821 | 1831 | 1836 | 1841 | 1846 | 1851 |
| ---- | ---- | ---- | ---- | ---- | ---- | ---- | ---- | ---- |
| 531  | 506  | 588  | 698  | 694  | 650  | 632  | 661  | 683  |

| 1856 | 1861 | 1866 | 1872 | 1876 | 1881 | 1886 | 1891 | 1896 |
| ---- | ---- | ---- | ---- | ---- | ---- | ---- | ---- | ---- |
| 674  | 640  | 585  | 551  | 550  | 540  | 561  | 544  | 525  |

| 1901 | 1906 | 1911 | 1921 | 1926 | 1931 | 1936 | 1946 | 1954 |
| ---- | ---- | ---- | ---- | ---- | ---- | ---- | ---- | ---- |
| 541  | 523  | 528  | 505  | 510  | 539  | 508  | 507  | 473  |

| 1962 | 1968 | 1975 | 1982 | 1990 | 1999 | 2006 | 2008 | 2013 |
| ---- | ---- | ---- | ---- | ---- | ---- | ---- | ---- | ---- |
| 437  | 422  | 366  | 372  | 426  | 445  | 623  | 669  | 666  |

| 2018 | 2022 | - | - | - | - | - | - | - |
| ---- | ---- | - | - | - | - | - | - | - |
| 691  | 763  | - | - | - | - | - | - | - |

| selon la population municipale des années : | 1968 | 1975 | 1982 | 1990 | 1999 | 2006 | 2009 | 2013 |
| Rang de la commune dans le département      | 180  | 213  | 199  | 217  | 220  | 203  | 201  | 210  |
| Nombre de communes du département           | 592  | 582  | 586  | 588  | 588  | 588  | 589  | 589  |

## Économie

### Revenus
En 2018  (données Insee publiées en septembre 2021), la commune compte 281 ménages fiscaux, regroupant 725 personnes. La médiane du revenu disponible par unité de consommation est de 23 920 € (23 140 € dans le département).

### Emploi
|                | 2008  | 2013  | 2018  |
| -------------- | ----- | ----- | ----- |
| Commune        | 5 %   | 8,5 % | 8,8 % |
| Département    | 7,7 % | 9,6 % | 9,3 % |
| France entière | 8,3 % | 10 %  | 10 %  |

En 2018, la population âgée de 15 à 64 ans s'élève à 442 personnes, parmi lesquelles on compte 84,8 % d'actifs (76 % ayant un emploi et 8,8 % de chômeurs) et 15,2 % d'inactifs,. Depuis 2008, le taux de chômage communal (au sens du recensement) des 15-64 ans est inférieur à celui de la France et du département.
La commune fait partie de la couronne de l'aire d'attraction de Toulouse, du fait qu'au moins 15 % des actifs travaillent dans le pôle,. Elle compte 103 emplois en 2018, contre 84 en 2013 et 98 en 2008. Le nombre d'actifs ayant un emploi résidant dans la commune est de 338, soit un indicateur de concentration d'emploi de 30,4 % et un taux d'activité parmi les 15 ans ou plus de 68,8 %.
Sur ces 338 actifs de 15 ans ou plus ayant un emploi, 52 travaillent dans la commune, soit 15 % des habitants. Pour se rendre au travail, 91,7 % des habitants utilisent un véhicule personnel ou de fonction à quatre roues, 3 % les transports en commun, 0,6 % s'y rendent en deux-roues, à vélo ou à pied et 4,7 % n'ont pas besoin de transport (travail au domicile).

### Activités hors agriculture

#### Secteurs d'activités
59 établissements sont implantés  à Gratens au 31 décembre 2019. Le tableau ci-dessous en détaille le nombre par secteur d'activité et compare les ratios avec ceux du département,.
| Secteur d'activité                                                                                        | Commune | Commune | Département |
| Secteur d'activité                                                                                        | Nombre  | %       | %           |
| --- | ------- | ------- | ----------- |
| Ensemble                                                                                                  | 59      | 100 %   | (100 %)     |
| Industrie manufacturière, industries extractives et autres                                                | 9       | 15,3 %  | (5,7 %)     |
| Construction                                                                                              | 10      | 16,9 %  | (12 %)      |
| Commerce de gros et de détail, transports, hébergement et restauration                                    | 18      | 30,5 %  | (25,9 %)    |
| Information et communication                                                                              | 2       | 3,4 %   | (4,1 %)     |
| Activités financières et d'assurance                                                                      | 2       | 3,4 %   | (3,8 %)     |
| Activités immobilières                                                                                    | 1       | 1,7 %   | (4,2 %)     |
| Activités spécialisées, scientifiques et techniques et activités de services administratifs et de soutien | 9       | 15,3 %  | (19,8 %)    |
| Administration publique, enseignement, santé humaine et action sociale                                    | 4       | 6,8 %   | (16,6 %)    |
| Autres activités de services                                                                              | 4       | 6,8 %   | (7,9 %)     |

Le secteur du commerce de gros et de détail, des transports, de l'hébergement et de la restauration est prépondérant sur la commune puisqu'il représente 30,5 % du nombre total d'établissements de la commune (18 sur les 59 entreprises implantées  à Gratens), contre 25,9 % au niveau départemental.

#### Entreprises et commerces
Les quatre entreprises ayant leur siège social sur le territoire communal qui génèrent le plus de chiffre d'affaires en 2020 sont : 
- Barthe SA, taille, façonnage et finissage de pierres (2 415 k€)
- Semware, programmation informatique (540 k€)
- Medialivres, commerce de détail de livres en magasin spécialisé (304 k€)
- SARL Toutimport, commerce de gros (commerce interentreprises) non spécialisé (16 k€)

L'agriculture basée sur la culture de céréales (maïs, blé…) a encore une place très importante mais tend à diminuer en faveur de zones résidentielles liées à la proximité de l'agglomération toulousaine.

### Agriculture
La commune est dans les « Coteaux de Gascogne », une petite région agricole occupant une partie ouest du département de la Haute-Garonne, constitué d'un relief de cuestas et de vallées peu profondes, creusés par les rivières issues du massif pyrénéen, avec une activité de polyculture et d’élevage. En 2020, l'orientation technico-économique de l'agriculture  sur la commune est la polyculture et/ou le polyélevage.
|               | 1988  | 2000 | 2010 | 2020 |
| ------------- | ----- | ---- | ---- | ---- |
| Exploitations | 42    | 16   | 16   | 14   |
| SAU (ha)      | 1 119 | 691  | nd   | 522  |

Le nombre d'exploitations agricoles en activité et ayant leur siège dans la commune est passé de 42 lors du recensement agricole de 1988  à 16 en 2000 puis à 16 en 2010 et enfin à 14 en 2020, soit une baisse de 67 % en 32 ans. Le même mouvement est observé à l'échelle du département qui a perdu pendant cette période 57 % de ses exploitations,. La surface agricole utilisée sur la commune a également diminué, passant de 1 119 ha en 1988 à 522 ha en 2020. Parallèlement la surface agricole utilisée moyenne par exploitation a augmenté, passant de 27 à 37 ha.

### Industrie
Briqueterie fabrication de carrelage en terre cuite depuis 1772.

## Culture locale et patrimoine

### Lieux et monuments

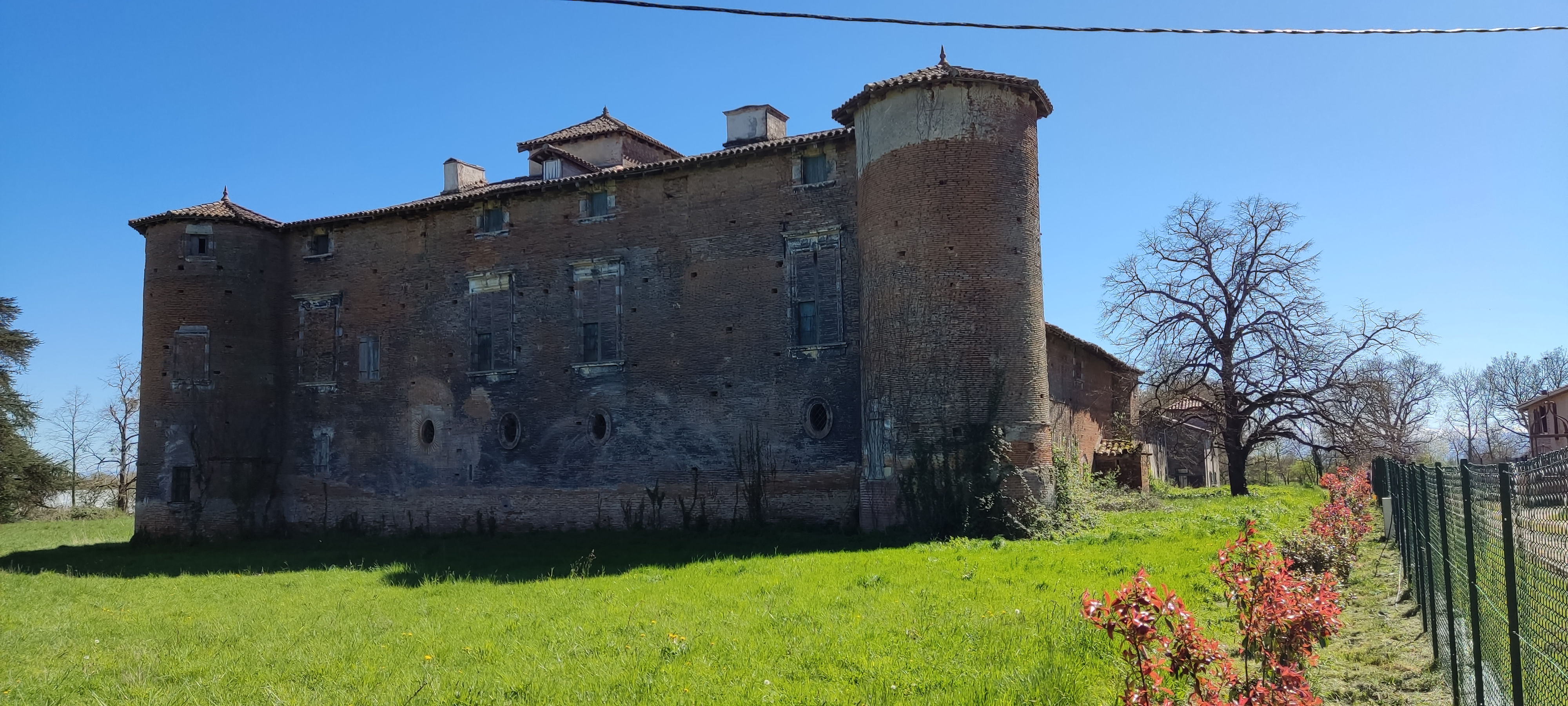
Château de Gratens face nord

- Église Saint-Michel de Gratens, église inscrite au titre des monuments historiques depuis 1926[39].
- Château de Gratens, château Renaissance, en brique et pierre, dotés de 6 grosses tours. Devant le château, une galerie à arcades, également de la Renaissance toulousaine.
- Croix de Gratens, croix  inscrite au titre des monuments historiques depuis 1953[40].

## Vie pratique

### Enseignement
Gratens fait partie de l'académie de Toulouse.
Gratens possède une école primaire : école maternelle et élémentaire.

### Culture
Bibliothèque,

### Activités sportives
Chasse, pétanque, randonnée pédestre,

### Écologie et recyclage
La collecte et le traitement des déchets des ménages et des déchets assimilés ainsi que la protection et la mise en valeur de l'environnement se font dans le cadre de la communauté de communes de la Louge et du Touch.

## Pour approfondir